# Centropyge narcosis
Centropyge narcosis là một loài cá biển thuộc chi Centropyge trong họ Cá bướm gai. Loài này được mô tả lần đầu tiên vào năm 1993.

## Từ nguyên
Từ định danh của loài này, narcosis, có nghĩa là "mê man", hàm ý đề cập đến việc tác giả Richard Pyle và Charles Boyle (người đã thu thập mẫu vật của Centropyge boylei cũng tại Rarotonga) đã chịu những ảnh hưởng gây ra từ việc say nitơ trong quá trình thu thập loài cá này ở độ sâu dưới 100 m.

## Phạm vi phân bố và môi trường sống
C. narcosis hiện chỉ được biết đến tại đảo Rarotonga thuộc quần đảo Cook ở Nam Thái Bình Dương, mặc dù phạm vi của chúng được nghĩ là có thể trải rộng hơn. Khoảng năm 2012, C. narcosis được ghi nhận thêm tại đảo Tahiti của Polynésie thuộc Pháp.
C. narcosis được quan sát gần các rạn san hô viền bờ, nơi có nhiều hang hốc và kẽ đá, ở độ sâu từ 100 đến ít nhất là 128 m.

## Mô tả
C. narcosis có chiều dài cơ thể tối đa được biết đến là 9 cm. Toàn bộ cơ thể của C. narcosis là một màu vàng chanh với một đốm đen lớn viền xanh lam nhạt ở hai bên thân trên. Mắt của chúng cũng được bao quanh bởi một vòng màu xanh nhạt (nhưng mờ). Vây lưng và vây hậu môn có dải viền mỏng màu xanh óng ở rìa. Màu sắc cơ thể của C. narcosis rất giống với Centropyge flavissima, nhưng chỉ cá con của C. flavissima mới có đốm đen viền xanh trên thân.

## Sinh thái học
Thức ăn của C. narcosis có lẽ là tảo như những loài Centropyge khác. C. narcosis có thể sống thành từng nhóm nhỏ hoặc bơi theo cặp.

## Thương mại
C. narcosis ít được thu thập cho việc buôn bán cá cảnh bởi những khó khăn xảy ra khi lặn dưới nước sâu, cũng như chúng xuất hiện ở bên ngoài phạm vi các khu vực thu thập thông thường. Một cá thể của loài này đã được xuất khẩu sang Hoa Kỳ trong năm 2012.